# Raifun Vila (Ort)
Raifun Vila ist ein osttimoresischer Ort im Suco Raifun (Verwaltungsamt Maliana, Gemeinde Bobonaro). Er liegt im Osten der Aldeia Raifun Vila, auf einer Meereshöhe von 232 m. Östlich fließt der Buloho vorbei, ein Nebenfluss des Nunura. Südlich liegt die Gemeindehauptstadt Maliana, nördlich der Ort Ritabou. Im Westen breiten sich Reisfelder aus. In Raifun Vila befinden sich der Sitz des Sucos und eine Grundschule. Durch das Dorf führt die Überlandstraße von Maliana nach Hatolia Vila.